# 愛知県道209号愛・地球博記念公園瀬戸線

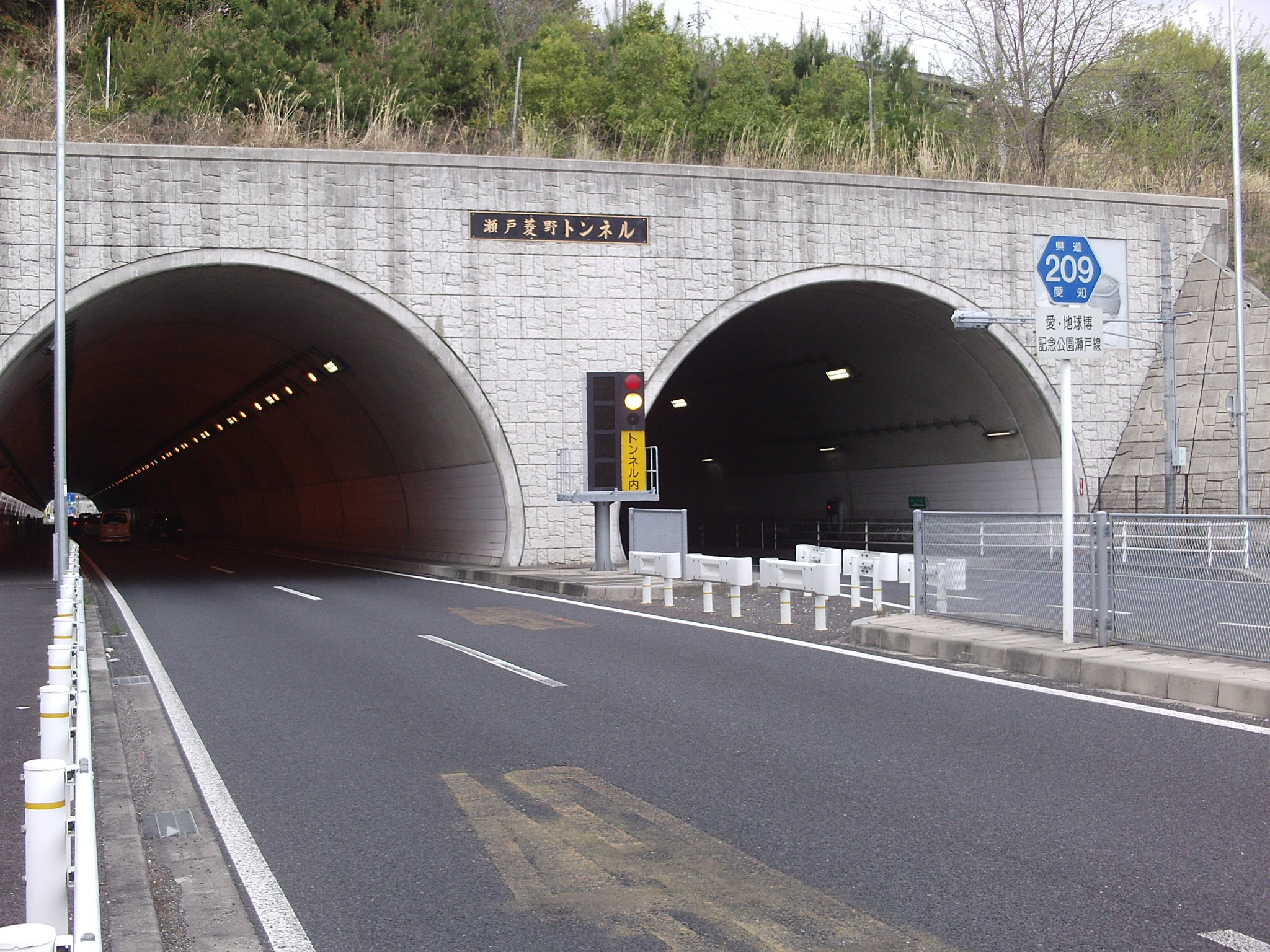
瀬戸菱野トンネル（2004年3月20日開通）南側坑口

愛知県道209号愛・地球博記念公園瀬戸線（あいちけんどう209ごう あい・ちきゅうはくきねんこうえんせとせん）は、愛知県長久手市から、愛知県瀬戸市に至る一般県道である。
なお、かつては愛知青少年公園瀬戸線といったが、公園の名称変更に伴い、県道の名称も変更された。

## 概要
現在は、菱野トンネルの少し前から、愛・地球博記念公園まで4車線（片側2車線、交差点付近は3車線の箇所もあり）である。また万博の周辺整備の関係もあって、万博公園から3キロほど先までは、すべてアスファルトを張替え、信号機や道路標識を新しいものに取り替えた。
菱野団地へのルートとしての意味合いも強く、団地の入口にあたる緑町交差点の東行き車線は菱野団地に向かう車両を考慮して左折専用レーンが設けられているので通行の際には注意が必要である。
- 市街地をトンネルで抜けている区間がある（瀬戸菱野トンネル）。
- 公園の前の交差点名は、青少年公園出入口（万博開催時もこの名前であったが標識が取り外されていた）だったが、万博終了後に公園名が変更になったため、愛・地球博記念公園北口と変更された。

## 沿革
- 1995年3月31日：一般県道愛知青少年公園瀬戸線として認定。
- 2007年4月1日：一般県道愛・地球博記念公園瀬戸線に改称。

## 別名
- 愛地球博記念公園通り（長久手市、瀬戸市）

## 地理

### 通過する自治体
- 愛知県
  - 長久手市 - 瀬戸市

### 交差する道路
- 愛知県道6号力石名古屋線（グリーンロード）（愛・地球博記念公園北口、愛・地球博記念公園北口北交差点）
- 愛知県道22号瀬戸環状線（石田町交差点）
- 愛知県道57号瀬戸大府東海線（幡野町北交差点）
- 国道363号（瀬港線）

### 沿線
- 愛・地球博記念公園（モリコロパーク）
- 愛知高速交通東部丘陵線（リニモ） 愛・地球博記念公園駅
- 愛知県立大学
- 瀬戸総合卸売市場
- 愛知県陶磁美術館
- 愛知県赤十字血液センター
- 菱野団地
- 愛知県立瀬戸西高等学校
- 瀬戸保健所